# سپید همچون برف (فیلم ۲۰۱۰)
سپید همچون برف (فرانسوی: Blanc comme neige‎) یک فیلم اکشن دلهره‌آور فرانسوی-بلژیکی به کارگردانی «کریستف بلان» است که در سال ۲۰۱۰ منتشر شد.

## گزیدهٔ بازیگران
- فرانسوا کلوزه
- الیویه گورمه
- ژونتان زکی
- بولی لنر
- لوئیز بورگوئن
- ایلکا کویوولا
- کای لهتینن
- الکساندرا کِنجیرسکا-فونتن
- پاسکال گارنیه
- تاریا تورونن
- گرگوری مونتل
- فؤاد حاجی